# Jablonec (district de Pezinok)
Pour les articles homonymes, voir Jablonec.
Jablonec est un village de Slovaquie situé dans la région de Bratislava.

## Histoire
Première mention écrite du village en 1342.

## Démographie

### Évolution de la population
| Année:               | 1994. | 2004.   | 2014.    | 2024.   |
| -------------------- | ----- | ------- | -------- | ------- |
| Nombre de personnes: | 751   | 826     | 964      | 1042    |
| Différence:          |       | +9,98 % | +16,70 % | +8,09 % |

| Année:               | 2023. | 2024.   |
| -------------------- | ----- | ------- |
| Nombre de personnes: | 1035  | 1042    |
| Différence:          |       | +0,67 % |